# کاپری (رنگ)
رنگ کاپری، (به انگلیسی: Capri) سایهٔ عمیقی از آبی آسمانی است که بین فیروزهای و لاجوردی در چرخهٔ رنگ قرار دارد. رنگ کاپری به‌طور کلی به دلیل رنگ دریای مدیترانه در اطراف جزیره کاپری در ایتالیا، محل چندین ویلا متعلق به امپراتور روم تیبریوس، از جمله اقامتگاه امپراتوری وی در سال‌های آخر عمرش، ویلا جوویس، نام‌گذاری شده‌است. به‌طور خاص، رنگ کاپری از رنگ غار آبی در جزیره کاپری نامگذاری شده‌است. همان‌طور که در یک روز آفتابی روشن ظاهر می‌شود. امروزه جزیره کاپری یک جزیره استراحتگاه مورد پسند در میان گردشگران است.
رنگ وب برای کاپری آبی آسمان عمیق نامیده می‌شود که نام دیگر این رنگ است.

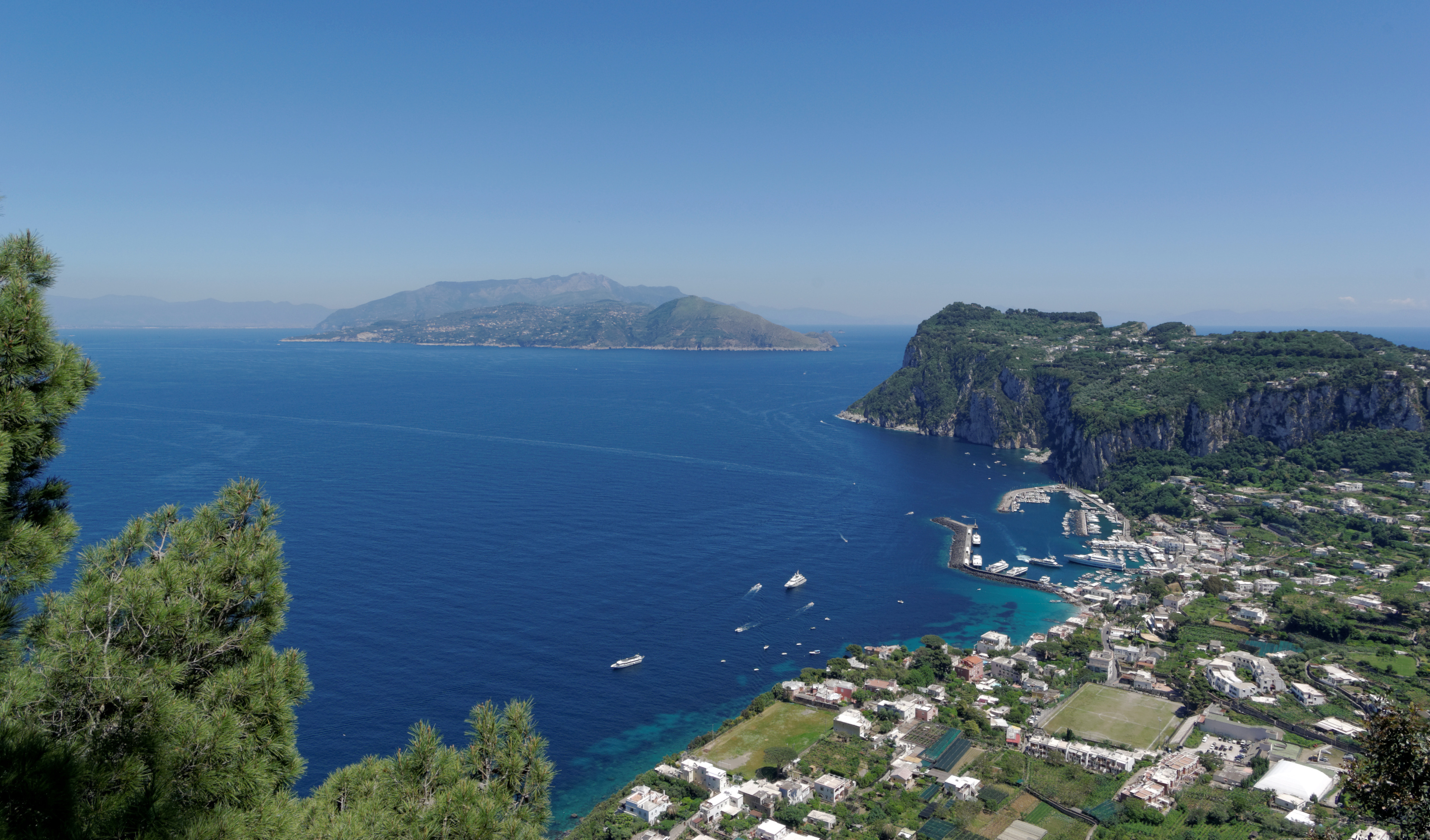
بندر بزرگ کاپری

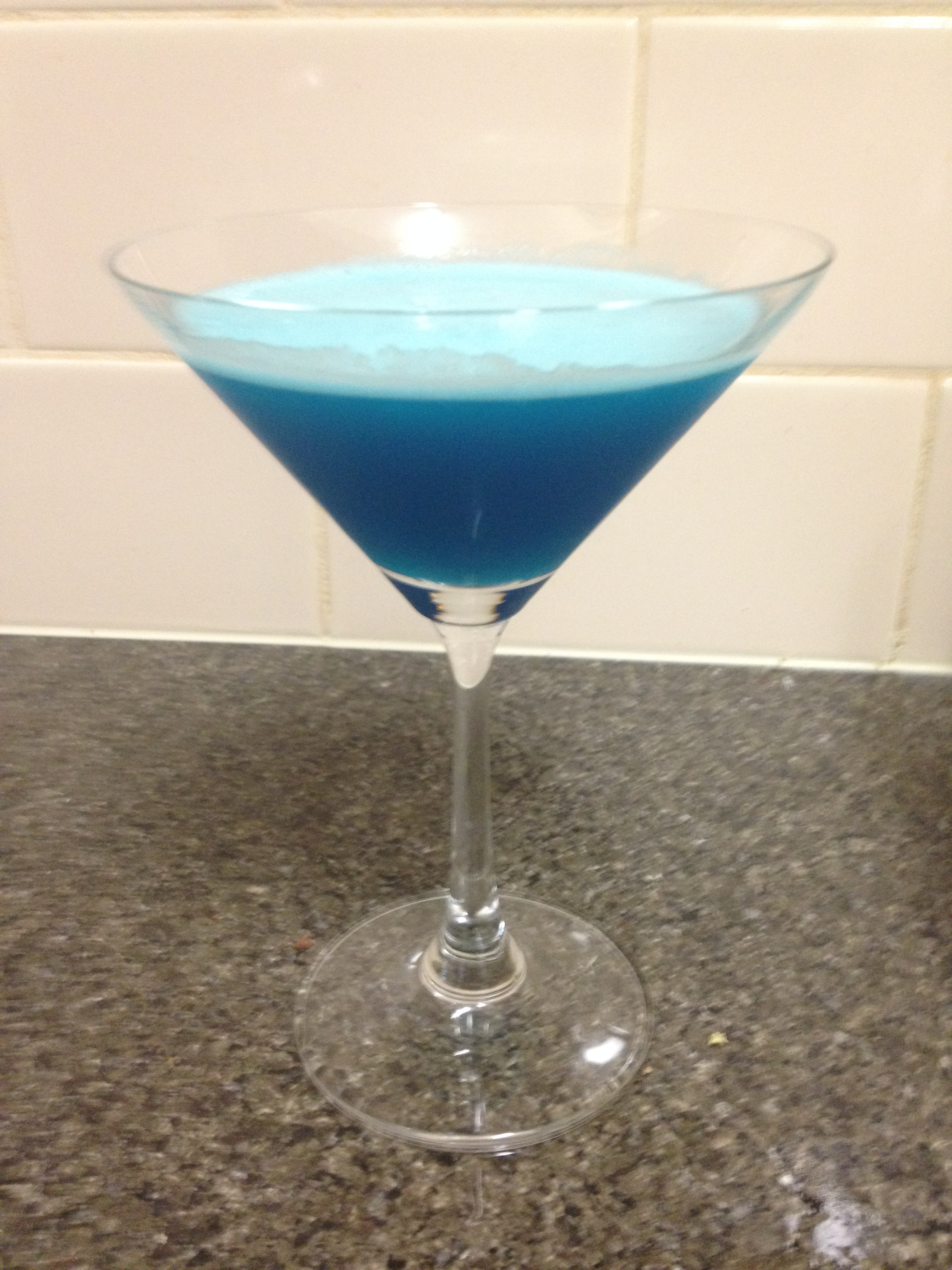
نمونه‌ای از آب دریای کاپری

نخستین استفاده از کاپری به عنوان یک نام رنگ در انگلیسی در سال ۱۹۲۰ بود.